# Charlotte Crosby
Charlotte-Letitia Crosby, född 16 maj 1990 är en engelsk TV-personlighet från Sunderland. Hon blev känd under 2011 efter MTV:s realityserie Geordie Shore. Hon vann även tolfte serien av Celebrity Big Brother 2013.

## Fotnoter
1. ↑  Internet Movie Database, IMDb-ID: nm4502447co0047972, läst: 9 januari 2016.[källa från Wikidata]
2. 1 2  Companies House, person-ID på Companies House: Nsv8tk5uti5RdWoSvFhjWfiV1JU, läst: 3 december 2020.[källa från Wikidata]